# Chris Härenstam
Chris Michael Härenstam (född Woudstra) född 24 juni 1973 i Borgå, Finland, är en svensk sportjournalist och kommentator på Sveriges Television. Tidigare har han arbetat för Radio Örebro och Eurosport.

## Bakgrund och uppväxt
Chris Härenstam föddes i Borgå, Finland, av en finländsk mor och en nederländsk far. Efter en tid i Nederländerna kom han i fyraårsåldern till Sverige med sin mor när föräldrarna skilde sig och han fick därpå efternamnet Härenstam sedan modern gift om sig i Sverige. Den svenska komikern Magnus Härenstam var syssling till moderns nya man som adopterade Chris i unga år.
Under grundskoleåren bodde han i Norsesund, drygt 30 kilometer från Göteborg. Han spelade fotboll i Hemsjö IF under skolåren, men bytte senare klubb till Holmalunds IF. Han har även arbetat som idrottslärare i Lindesberg.

## Karriär
Chris Härenstam har kommenterat 86 olika sporter i TV. 1996 började han arbeta för Eurosport med uppgiften att kommentera de mindre uppmärksammade sporterna.
En tid arbetade han för Sveriges Radio Örebro och Radiosporten innan han gick över till Sveriges Television, där han kommenterar fotboll, ishockey, innebandy, handboll och volleyboll.
Han har bland annat kommenterat fotbolls-VM vid flera tillfällen (2002, 2006, 2010, 2014, 2018 och 2022), OS-hockeyn 2010 och JVM i ishockey ett flertal gånger. Härenstam brukar kommentera med Glenn Strömberg, Mikael Renberg, Niklas Wikegård, Per Johansson, Magnus Grahn, Hans Elis Johansson eller Per-Anders Gustafsson.

## Privatliv
I maj 2005 gifte han sig med Malin Härenstam och de har tre barn.